# Karolinum
50°5′10,89″B 14°25′24,19″Đ / 50,08333°B 14,41667°Đ

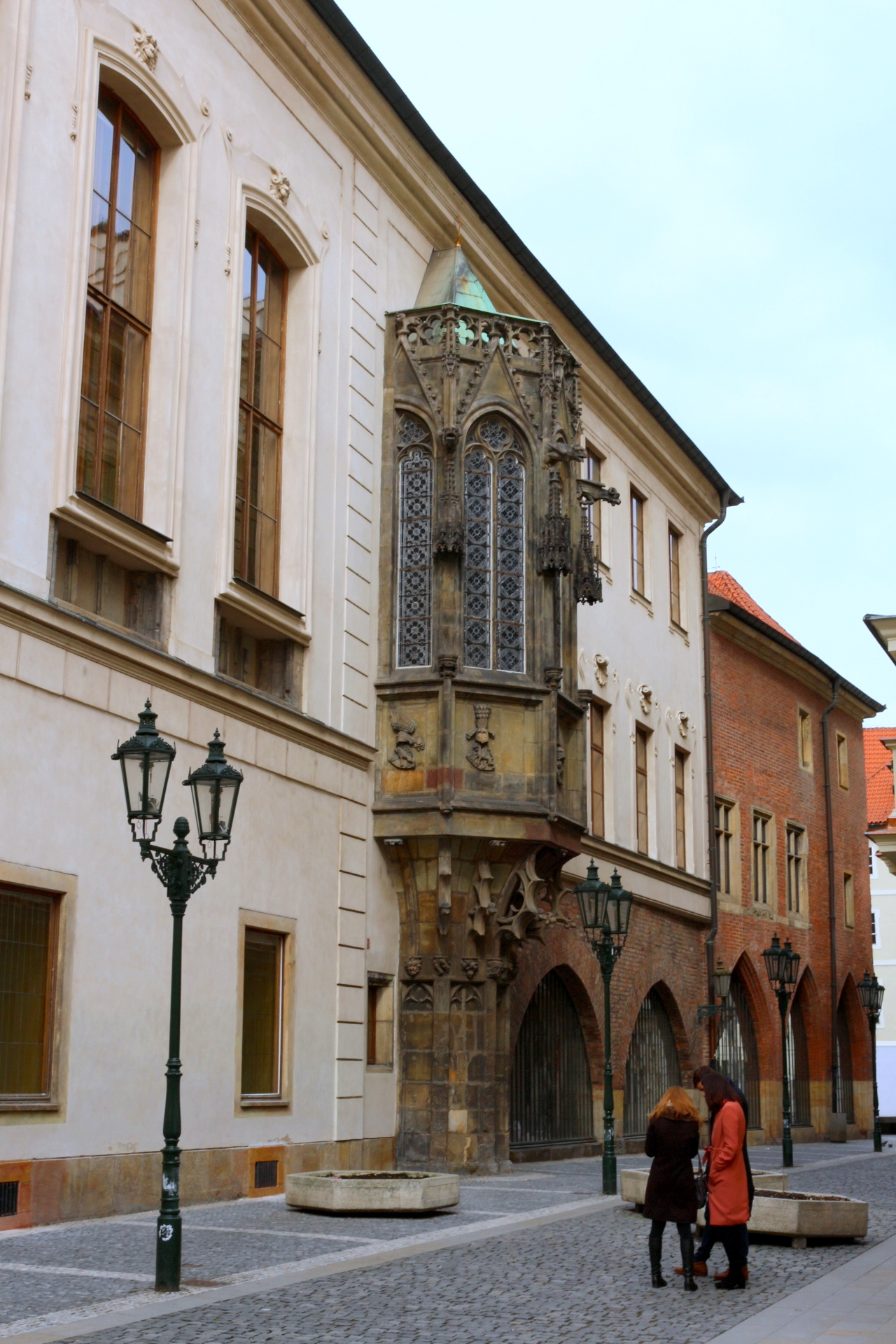
Kiến trúc cửa sổ lồi xây vào khoảng năm 1400.

Karolinum (tên gọi trước đây trong tiếng Latinh: Collegium Carolinum, tiếng Séc: Karlova kolej) là quần thể các tòa nhà ở khu Phố cổ của thành phố Praha. Ngày nay Karolinum trở thành trụ sở của Đại học Karl, một ngôi trường sở hữu một trong những kí túc xá lâu đời nhất ở Trung Âu. Kí túc xá này đặt theo tên của Hoàng đế Karl IV.

## Lịch sử
Đại học Karl thành lập vào năm 1348. Tuy nhiên ngay sau đó cơ sở giáo dục này vướng phải không ít khó khăn về mặt tổ chức. Một trong những phức tạp lớn nhất là thiếu giảng đường và phòng ở cho giáo viên và học sinh. Vốn được truyền cảm hứng từ việc các trường đại học, cao đẳng liên tục được thành lập ở Kraków (1364) và Vienna (1365), Hoàng đế Karl IV đã quyết định tặng cho Đại học Karl một ngôi trường mới để giải quyết khó khăn trên. Tới năm 1366, trường đại học tiếp tục nhận thêm ngôi nhà của người Do Thái Lazar, nằm ở Khu Phố Cổ của Praha. Tuy nhiên, phải tới năm 1380 trường học mới được tặng những phòng học thực sự chất lượng bởi Wenceslaus, con trai của Karl IV. Để làm được điều này, Wenceslaus đã liên kết với Martin (con trai của thương gia người Đức giàu có Johlin (Jan) Rotlev, người mà ủng hộ các khuynh hướng cải cách của trường đại học). Martin sử dụng cung điện Rotlev thừa kế từ cha mình để phục vụ cho việc xây dựng đại học Karl. Đổi lại, quốc huy của gia đình anh được cho phép treo trên các cửa sổ của trường. Không chỉ nhờ cậy Martin, vua Wenceslaus còn ban bố lệnh mua lại các toàn nhà xung quanh và xây dựng, tu sửa chúng để cung cấp thêm phòng học cho nhà trường.
Kiến trúc của Karolinum liên tục thay đổi một cách đáng kể trong suốt chiều dài lịch sử của nó. Lần tu sửa đầu tiên diễn ra vào đầu thế kỷ 18, kiến trúc sư František Maxmilián Kaňka đã thiết kế lại tòa nhà theo phong cách Baroque. Tuy nhiên, việc xây dựng lại này diễn ra rất qua loa dẫn đến cấu trúc của tòa nhà trở nên xuống xấp trầm trọng trong những thập kỷ sau đó. Trong một chuyến đến Karolinum vào năm 1786, Hoàng đế Joseph II bày tỏ sự không hài lòng của mình với tình trạng của công trình. Tình trạng trở nên tồi tệ đến mức người ta thậm chí lên kế hoạch bán tòa nhà. Nhưng vào năm 1802, thay vì bán Karolinum người ta lại quyết định rằng tòa nhà sẽ thuộc về Đại học Karl (lí do hợp lí giải thích cho quyết định này rõ ràng là tầm ảnh hưởng của khuynh hướng yêu nước mới). Kiến trúc của Karolinum tiếp tục được thay đổi trong những năm từ 1879 đến 1881, một số phần của tòa nhà được kiến trúc sư Josef Mocker thiết kế lại theo phong cách Tân Gothic và giữ lại cho đến ngày nay.
Trải qua hai sự kiện lớn là Chiến tranh thế giới thứ nhất và thành lập nhà nước Tiệp Khắc, các tòa nhà của Karolinum vẫn thuộc về của Đại học Karl. Đến nay, Cộng hòa Séc đã công nhận Karolinum là một Di tích Văn hóa Quốc gia.
Ngoài ra, nhà xuất bản chính thức của Đại học Karl cũng lấy theo tên của tòa nhà: Nhà Xuất bản Karolinum.

## Một số hình ảnh

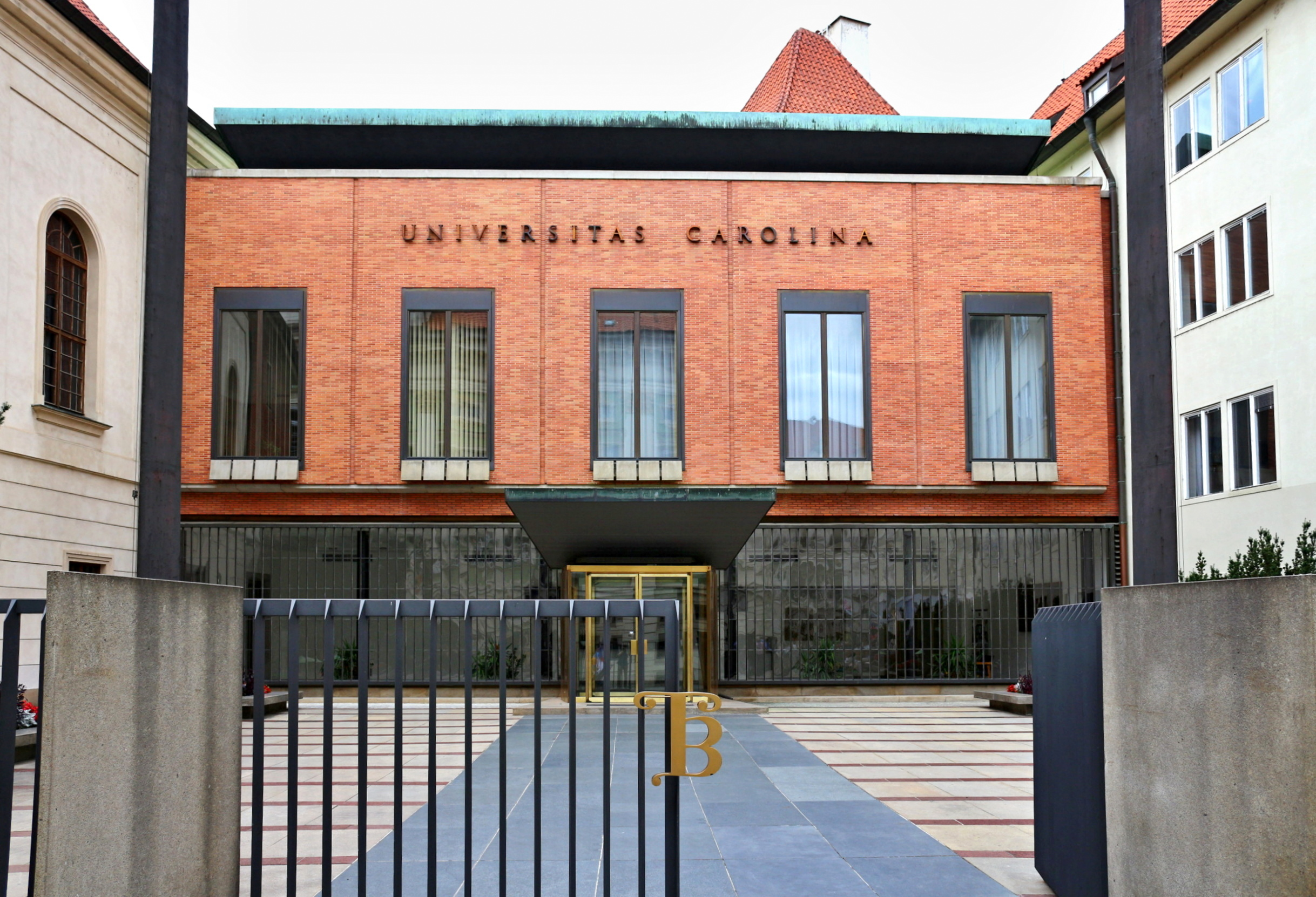
Mặt tiền Đại học Karl.
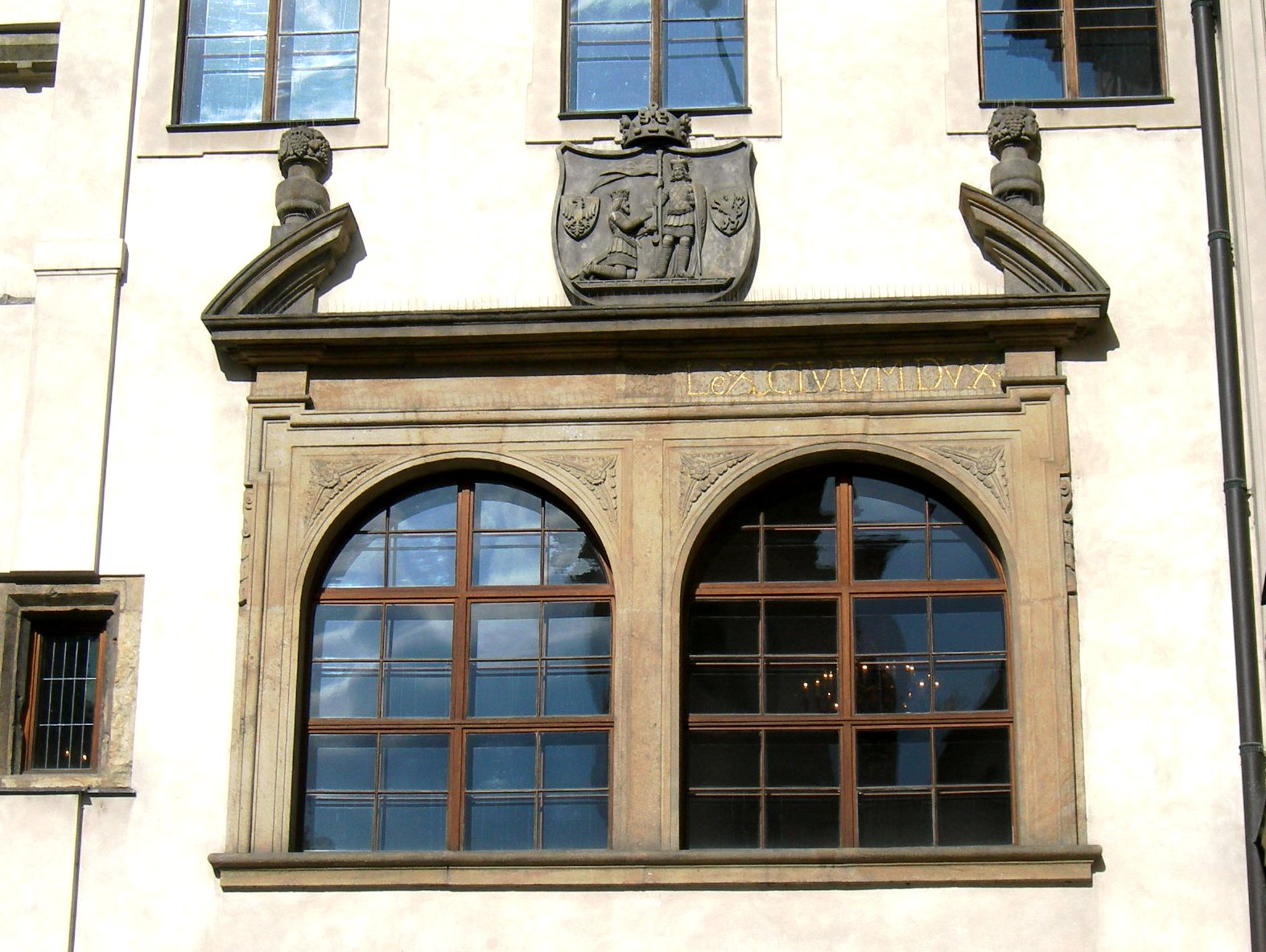
Karolinum, cửa sổ thời phục hưng.
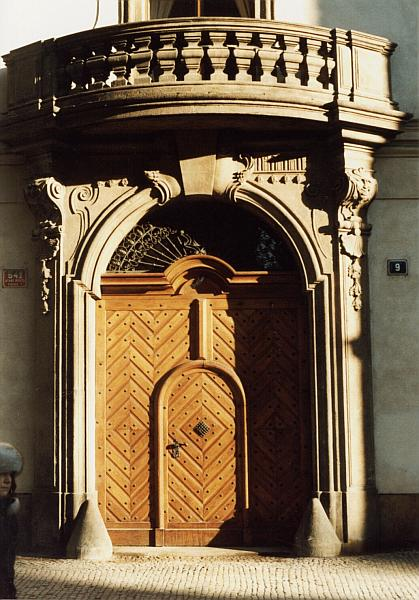
Cổng František Maxmilián Kaňka xây theo kiến trúc Baroque
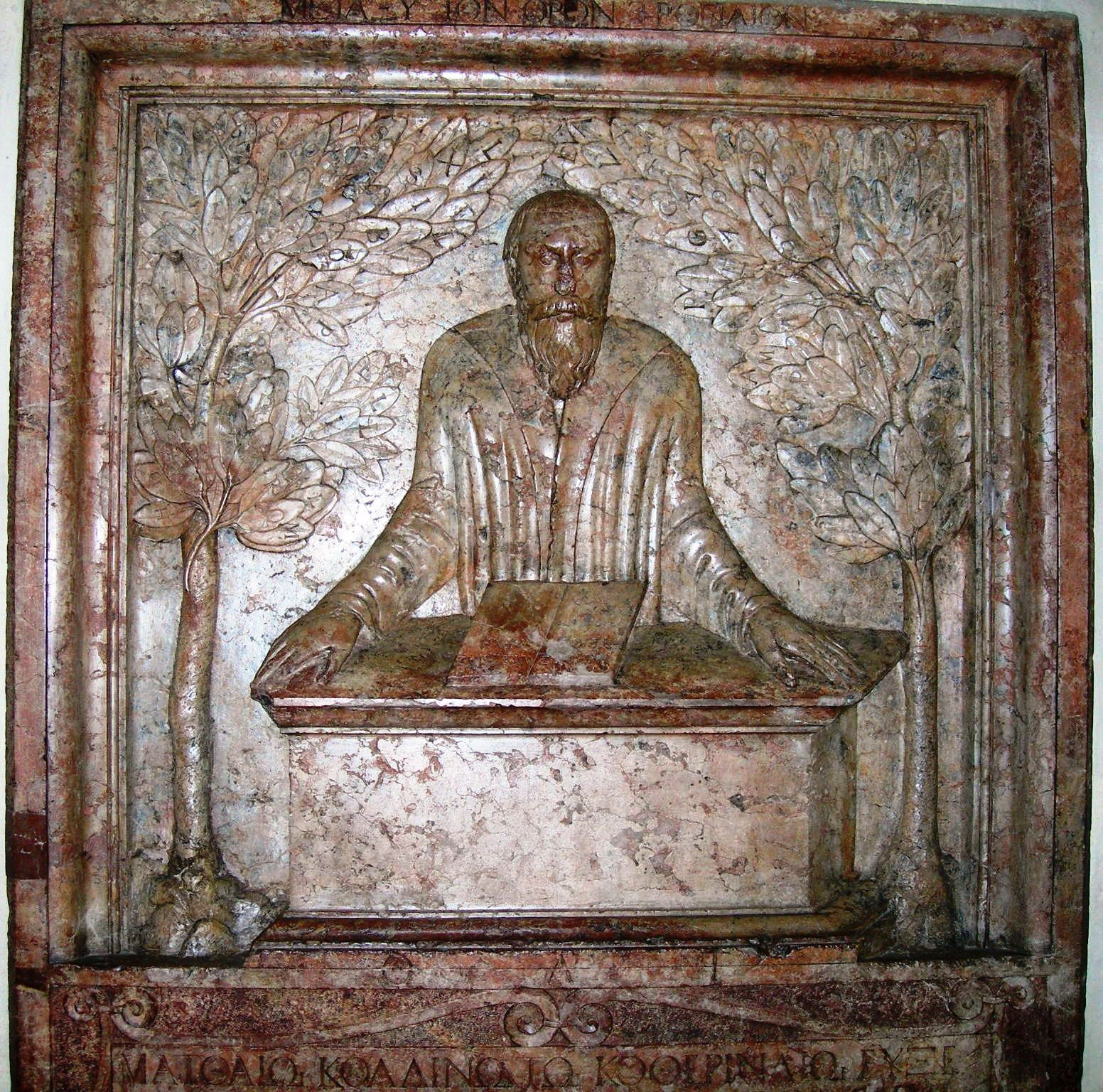
Bia mộ Matthaeus Collinus, 1566.